# 광양 인서리 우달홍 정려비와 세수제
광양 인서리 우달홍 정려비와 세수제는 대한민국 전라남도 광양시 광양읍에 있다. 2007년 7월 4일 광양시의 향토문화유산 제1호로 지정되었다.

## 개요
효자 우달홍은 어버이 섬김이 지극하여 변을 맛보아 부모님의 병을 증험하고 위중하자 단지주혈(斷指注血, 손가락을 베어 피를 흘려 넣어드림)하였으며 상(喪)을 당하여서는 정성껏 장례(葬禮)를 치르고 3년 동안 여막(廬幕)에서 시묘살이를 하다 세상을 떠남.정려(旌閭)는 고종 32년(1895년)에 세워졌으며 단양우씨의 재실(齋室)인 세수재는 고종 33년(1896)에 건립한 것으로 추정되며, 당시 예조(禮曹)에서 우달홍의 효행을 기록하여 정려(旌閭)를 세울 것을 왕(高宗)에게 품의한 예조입안서(禮曹立案書),우달홍 교지(敎旨), ,우달홍 정려기(旌閭記) 세주재기와 그의 효행을 기리는 여표 50여개가 게시 ·보존되어 있음. 역사적 보존가치가 있는 효자 우달홍의 정려와 재실을 보존 관리할 필요가 인정되어 향토문화유산으로 지정하였다.